# Arthur Conan Doyle
Sir Arthur Conan Doyle (22 tháng 5 năm 1859 – 7 tháng 7 năm 1930) là một nhà văn người Scotland nổi tiếng với tiểu thuyết trinh thám Sherlock Holmes, tác phẩm được cho là một sáng kiến lớn trong lĩnh vực tiểu thuyết trinh thám. Tên ban đầu của Sherlock Holmes vốn là Shelling Ford (tên thám tử chưa hoàn thiện). Các tác phẩm của ông bao gồm nhiều truyện khoa học giả tưởng, tiểu thuyết lịch sử, kịch lịch sử, tiểu thuyết, thơ và bút ký.
Conan xuất phát là tên đệm nhưng ông sử dụng như một phần của họ trong các năm sau này của mình.

## Cuộc đời
Sir Arthur Conan Doyle và mẹ là Mary Doyle. Ông đã được gửi tới trường dự bị Dòng Tên Công giáo Thánh Mary Hall, Stonyhurst khi lên chín. Sau đó ông vào Trường Stonyhurst, nhưng khi ông rời trường năm 1875, ông đã chối bỏ Thiên Chúa giáo để trở thành một người theo thuyết bất khả tri.
Từ 1876 tới 1881 ông học ngành y tại Đại học Edinburgh, gồm cả một giai đoạn làm việc tại thị trấn Aston (nay là một quận của Birmingham). Sau khi học tại trường, ông trở thành bác sĩ trên một con tàu tới bờ biển Tây Phi, và sau đó vào năm 1882 ông lập một phòng khám tại Plymouth. Ông hoàn thành luận án tiến sĩ về Tabes Dorsalis năm 1885.
Phòng khám của ông không thành công lắm: trong khi chờ bệnh nhân, ông bắt đầu viết truyện. Tiểu thuyết đầu tiên của ông được đăng trên tờ Chambers's Edinburgh Journal khi ông chưa tới 20 tuổi.
Chỉ sau khi dời phòng khám về Portsmouth Doyle mới bắt đầu theo đuổi văn học một cách đúng nghĩa hơn. Tác phẩm đáng chú ý đầu tiên của ông là A Study in Scarlet (Cuộc điều tra màu đỏ hay "Chiếc nhẫn tình cờ"), xuất hiện trong cuốn Beeton's Christmas Annual năm 1887 và là lần xuất hiện đầu tiên của nhân vật Sherlock Holmes, người được lấy hình mẫu một phần theo một cựu giáo sư đại học của Conan Doyle là Joseph Bell. Ngạc nhiên, Rudyard Kipling đã chúc mừng thành công của Conan Doyle, và hỏi "Ông có thể trở thành bạn tôi không, Bác sĩ Joe?". Tuy nhiên, Sherlock Holmes được phỏng theo nhân vật C. Auguste Dupin của Edgar Allan Poe nhiều hơn. Khi sống tại Southsea ông đã giúp thành lập Portsmouth AFC, câu lạc bộ bóng đá đầu tiên của thành phố. Một chuyện hoang đường thường thấy cho rằng Conan Doyle đã chơi tại Portsmouth F.C. với tư cách thủ môn số 1; tuy nhiên, Conan Doyle đã chơi cho một câu lạc bộ nghiệp dư giải tán năm 1894 và không có liên hệ với Portsmouth F.C. ngày nay vốn chỉ được thành lập vào năm 1898 (thủ môn đầu tiên của đội bóng chuyên nghiệp là Matt Reilly).
Năm 1885 ông cưới Louisa (hay Louise) Hawkins, được gọi là "Touie", người bị bệnh lao và cuối cùng mất năm 1906. Ông cưới Jean Leckie năm 1907, người ông gặp lần đầu và yêu trong cùng năm 1897 nhưng vẫn duy trì quan hệ thuần khiết với bà vì chung thủy với người vợ đầu tiên. Conan Doyle có năm con, hai người với vợ đầu (Mary và Kingsley), và ba người với vợ sau (Jean, Denis và Adrian).

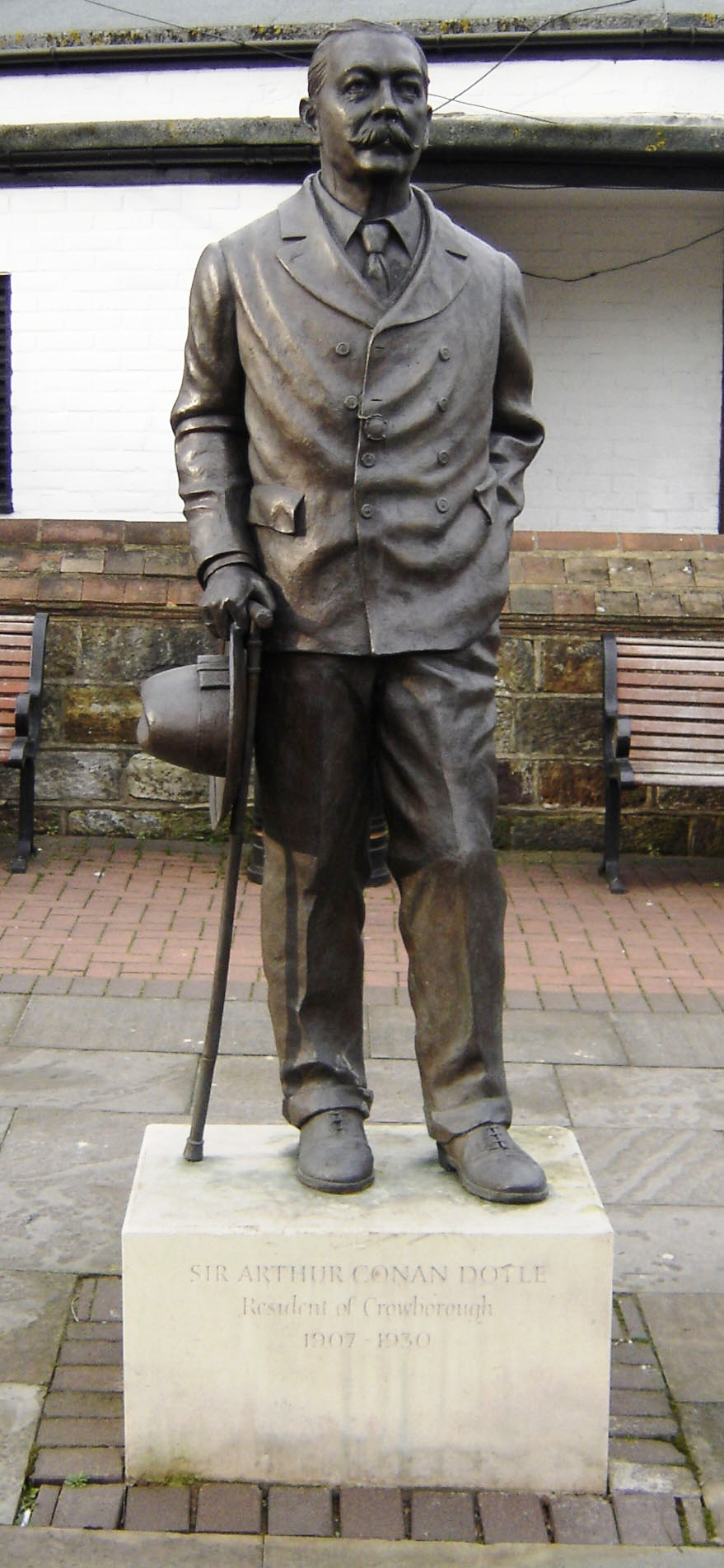
Tượng Arthur Conan Doyle Crowborough

Năm 1890 Conan Doyle học về mắt tại Viên; ông tới London năm 1891 để lập một phòng khám nhãn khoa. Ông đã viết trong tiểu sử của mình rằng không một bệnh nhân nào tới phòng khám của ông. Điều này giúp ông có nhiều thời gian hơn trong viết lách và vào tháng 11 năm 1891 ông đã viết cho mẹ: "Con nghĩ tới việc giết Holmes... và giải quyết hắn ta vĩnh viễn. Hắn khiến đầu óc con không thể suy nghĩ được." Mẹ ông đã trả lời "Con có thể làm điều con cho là đúng, nhưng độc giả sẽ không dễ dàng đồng ý đâu." Tháng 12 năm 1893, ông đã làm việc đó để có thể dành nhiều thời gian cho những công việc "quan trọng" hơn (tức là những tiểu thuyết lịch sử).
Holmes và Moriarty dường như đã cùng nhau rơi xuống một thác nước và chết trong chuyện "Vấn đề Cuối cùng" (The Final Problem). Những lời kêu gọi của công chúng khiến ông phải đưa nhân vật trở lại; Conan Doyle quay lại với chuyện The Adventure of the Empty House (Cuộc Phiêu lưu của Căn nhà Hoang), với lời giải thích rằng chỉ Moriarty rơi xuống thác, nhưng, bởi vì Holmes còn có nhiều kẻ thù nguy hiểm khác, anh ta phải thu xếp một cái "chết" giả. Holmes cuối cùng xuất hiện trong tổng cộng 56 truyện ngắn và bốn tiểu thuyết của Conan Doyle (từ đó anh ta cũng xuất hiện trong nhiều tiểu thuyết và truyện ngắn của các tác giả khác).
Sau Chiến tranh Boer tại Nam Phi đầu thế kỷ 20 và sự lên án của thế giới với cách hành xử của Vương quốc Anh, Conan Doyle đã viết một cuốn sách mỏng với tựa đề Cuộc chiến tại Nam Phi: Nguyên nhân và Diễn biến bào chữa cho vai trò của Anh Quốc trong chiến tranh Boer, và đã được dịch ra nhiều thứ tiếng.
Conan Doyle tin rằng chính cuốn sách này giúp ông được phong tước hiệp sĩ và được chỉ định làm Thiếu uý Surrey năm 1902. Ông cũng viết một cuốn sách dài hơn The Great Boer War (Cuộc chiến tranh Boer vĩ đại) năm 1900. Trong những năm đầu thế kỷ 20 Sir Arthur đã hai lần ra tranh cử nghị viện với tư cách thành viên Đảng Công đoàn Tự do, một lần tại Edinburgh và một lần tại Hawick Burghs, nhưng dù nhận được số phiếu bầu khá lớn ông vẫn không trúng cử.

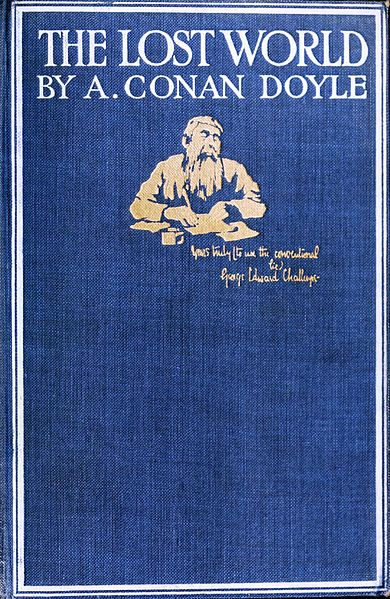
Bìa cuốn Thế giới thất lạc, ấn bản đầu tiên 1912

Conan Doyle đã tham gia vào hai chiến dịch kêu gọi cải cách Bang Tự do Congo, do nhà báo E. D. Morel và nhà ngoại giao Roger Casement lãnh đạo. Ông viết The Crime of the Congo (Tội ác của Congo) năm 1909, một cuốn sách khá dài trong đó ông tố cáo những sự khủng khiếp tại Congo. Ông đã trở nên thân thuộc với Morel và Casement, lấy cảm hứng từ họ để tạo ra hai nhân vật chính cho tiểu thuyết The Lost World (Thế giới thất lạc, 1912).
Ông cắt đứt quan hệ với cả hai người khi Morel (người thiên tả) trở thành một trong những lãnh đạo của phong trào hoà bình trong Chiến tranh thế giới thứ nhất, và khi Casement thừa nhận phản quốc chống nước Anh trong cuộc Nổi dậy Phục sinh. Conan Doyle đã thử sức, không thành công để cứu Casement khỏi tội tử hình, cho rằng ông ta đã trở nên điên và không thể chịu trách nhiệm về hành vi của mình.
Conan Doyle cũng là người nhiệt tình ủng hộ công lý, và đã đích thân điều tra hai vụ việc đã được phán quyết, dẫn tới việc phóng thích hai người đã bị bỏ tù. Vụ đầu tiên, năm 1906, liên quan tới một luật sư nhút nhát lai Anh-Ấn tên là George Edalji, người được cho là đã viết những bức thư đe dọa và xẻo các bộ phận động vật. Cảnh sát tin chắc vào tội lỗi của Edalji, thậm chí khi nhiều vụ cắt xẻo khác vẫn tiếp tục xảy ra khi người bị tình nghi đã ngồi khám.
Một phần nhờ kết quả vụ này mà Tòa phúc thẩm Hình sự được thành lập năm 1907, vì thế Conan Doyle không chỉ giúp George Edalji, công việc của ông đã giúp thành lập một cách thức sửa chữa những sai lầm khác của công lý. Câu chuyện của Conan Doyle và Edalji đã được kể lại dưới hình thức văn học trong tiểu thuyết của Arthur & George năm 2005.
Vụ thứ hai, liên quan tới Oscar Slater, một người Đức gốc Do Thái và là người điều hành sòng bạc bị cho là đã dùng dùi cui đánh một phụ nữ 82 tuổi tại Glasgow năm 1908, vụ này đã lôi cuốn sự tò mò của Conan Doyle vì những mâu thuẫn trong quá trình khởi tố và cảm giác chung của mọi người cho rằng Slater đã bị cài bẫy.
Sau cái chết của vợ là Louisa năm 1906, và cái chết của con trai Kingsley, anh/em trai, hai người anh/em họ, và hai người cháu gái trong Chiến tranh thế giới thứ nhất, Conan Doyle rơi vào tình trạng suy nhược. Ông tìm sự an ủi trong thuyết duy linh và cái gọi là bằng chứng khoa học về sự tồn tại của thế giới bên kia.
Conan Doyle trở nên quan tâm tới thuyết duy linh tới mức ông đã viết một tiểu thuyết với nhân vật Giáo sư Challenger về chủ đề này, tiểu thuyết Vùng đất bí ẩn. Một trong những điều kỳ quặc ở giai đoạn này trong cuộc đời ông là cuốn sách The Coming of the Fairies (1921). Rõ ràng ông đã hoàn toàn tin vào sự có thật của những bức ảnh tiên Cottingley, và ông đã in lại chúng trong cuốn sách của mình, cùng với các giả thuyết và tự nhiên và sự tồn tại của những nàng tiên cũng như những linh hồn. Trong cuốn sách Lịch sử Thuyết duy linh (1926) Conan Doyle đã đề cao những hiện tượng tâm linh và sự hiện thực hóa linh hồn do Eusapia Palladino và Mina "Margery" Crandon tạo ra, dựa trên những cuộc nghiên cứu các nhà khoa học lừa bịp và những thầy phù thủy mong muốn gặp những hiện tượng tâm linh và từ chối lắng nghe những nhà khoa học và thầy phù thủy có quan điểm thận trọng hơn.
Sự chú tâm của ông trên chủ đề này là một trong những nguyên nhân khiến một truyện ngắn trong tập truyện, Những cuộc phiêu lưu của Sherlock Holmes của ông đã bị cấm tại Liên bang Xô viết năm 1929 vì bị cho rằng tuyên truyền thuyết thần bị. Lệnh cấm này sau đó đã được dỡ bỏ. Diễn viên Nga Vasily Livanov sau này đã nhận được một Đề nghị từ Đế chế Anh để đóng vai Sherlock Holmes.
Conan Doyle từng là bạn trong một thời gian với ảo thuật gia Mỹ Harry Houdini, một gương mặt quan trọng của phong trào duy linh. Dù Houdini nhấn mạnh rằng những người theo thuyết duy linh sử dụng trò bịp (và liên tục tìm cách lật mặt họ), Conan Doyle trở nên tin tưởng rằng chính Houdini sở hữu những năng lực siêu nhiên, một quan điểm đã được thể hiện trong cuốn The Edge of the Unknown của ông. Houdini rõ ràng không thể thuyết phục Conan Doyle rằng những trò biểu diễn của ông chỉ đơn giản là những mưu mẹo ảo thuật, dẫn thời một sự hiểu lầm cay đắng giữa hai người. Doyle hoàn toàn choáng váng khi Houdini lôi ngón cái của mình ra và thay thế nó.
Richard Milner, một nhà lịch sử khoa học Mỹ, đã trình bày một trường hợp mà Conan Doyle có thể đã là thủ phạm gây ra trò bịp Piltdown man năm 1912, tạo ra hóa thạch người giả mạo khiến giới khoa học thế giới sôi sục trong hơn 40 năm. Milner nói rằng Conan Doyle có động cơ hành động, được cho là để trả thù việc những nhà khoa học vạch trần những điều tâm linh mà ông tin tưởng, và rằng cuốn Thế giới đã mất chứa nhiều bằng chứng kiểu mật mã về sự liên quan của ông tới trò bịp đó..
Cuốn sách Naked is the Best Disguise năm 1974 của Samuel Rosenberg có mục đích giải thích tại sao, xuyên suốt các tác phẩm của mình, Conan Doyle để lại các dấu vết mở liên quan tới những khía cạnh ẩn giấu và bị kìm nén của tình trạng tinh thần của ông.

### Cái chết
Conan Doyle được tìm thấy khi đang ôm chặt ngực trong vườn nhà ngày 7 tháng 7 năm 1930. Ông mất một thời gian ngắn sau đó vì nhồi máu cơ tim ở tuổi 71, và được chôn trong Vườn Nhà thờ tại Minstead ở New Forest, Hampshire, Anh. Những lời cuối cùng ông dành cho vợ: "Em thật tuyệt vời."

Undershaw, ngôi nhà Conan Doyle đã xây gần Hindhead, phía tây London, và sống tại đó ít nhất một thập kỷ đã trở thành một khách sạn và nhà hàng từ năm 1924 tới tận năm 2004. Sau đó nó được một nhà nhiếp ảnh mua lại, và để trống từ đó bởi những người hâm mộ Conan Doyle muốn bảo tồn nó.
Một bức tượng đã được dựng lên để vinh danh Sir Arthur Conan Doyle tại Crowborough Cross ở Crowborough, East Sussex, Anh, nơi Sir Arthur đã sống 23 năm. Cũng có một bức tượng Sherlock Holmes tại Picardy Place, Edinburgh, Scotland-gần ngôi nhà nơi Conan Doyle ra đời.

## Các tác phẩm chọn lọc

### Các truyện về Sherlock Holmes
- A Study in Scarlet  (Cuộc điều tra màu đỏ, 1887), tiểu thuyết
- The Sign of Four (Dấu bộ tứ, 1890), tiểu thuyết
- The Adventures of Sherlock Holmes (Những cuộc phiêu lưu của Sherlock Holmes, 1892), 12 truyện ngắn
- The Memoirs of Sherlock Holmes (Những hồi ức về Sherlock Holmes, 1894), 12 truyện ngắn
- The Hound of the Baskervilles (Con chó săn của dòng họ Baskervilles, 1902), tiểu thuyết
- The Return of Sherlock Holmes (Sherlock Holmes trở về, 1904), 13 truyện ngắn
- The Valley of Fear (Thung lũng sợ hãi, 1914), tiểu thuyết
- His Last Bow (Cung đàn sau cuối, 1917), 7 truyện ngắn
- The Case-Book of Sherlock Holmes (Tàng thư của Sherlock Holmes, 1927), 12 truyện ngắn

### Các truyện về Giáo sư Challenger
- The Lost World (Thế giới thất lạc, 1912)
- The Poison Belt (1913)
- The Land of Mists (1926)
- The Disintegration Machine (1927)
- When the World Screamed (1928)

### Các tiểu thuyết lịch sử
- The White Company (1891)
- Micah Clarke (1888)
- The Great Shadow (1892)
- The Refugees (publ. 1893, written 1892)
- Rodney Stone (1896)
- Uncle Bernac (1897)
- Sir Nigel (1906)

### Các tác phẩm khác
- "J. Habakuk Jephson's Statement" (1883), một câu chuyện về số phận con tàu Mary Celeste
- Mystery of Cloomber (1889)
- The Captain of the Polestar, and other tales (1890)
- The Doings Of Raffles Haw (1891)
- Beyond the City (1892)
- Round The Red Lamp (1894)
- The Parasite (1894)
- The Stark Munro Letters (1895)
- Songs of Action (1898)
- The Tragedy of The Korosko (1898)
- A Duet (1899)
- The Great Boer War (Cuộc chiến tranh Boer vĩ đại, 1900)
- The Exploits of Brigadier Gerard (1903)
- Through the Magic Door (1907)
- The Crime of the Congo (Tội ác của Congo, 1909)
- The New Revelation (1918)
- The Vital Message (1919)
- Tales of Terror & Mystery (1923)
- The History of Spiritualism (1926)
- The Maracot Deep (1929)